# ペトル・イラーチェク
ペトル・イラーチェク（Petr Jiráček、1986年3月2日- ）は、チェコスロバキア（現チェコ）・トゥホジツェ出身の元同国代表サッカー選手。

## 経歴
FKバニーク・ソコロフでデビューし、2008年にFCヴィクトリア・プルゼニに移籍、ガンブリヌス・リーガ2010-11優勝に貢献し、UEFAチャンピオンズリーグ 2011-12にも出場した。
2011年12月、ドイツ・ブンデスリーガのVfLヴォルフスブルクに移籍した。
2012年8月、ハンブルガーSVに4年契約で移籍。

### 代表歴
代表では2011年9月、UEFA EURO 2012予選のスコットランド代表でデビュー、2011年11月15日のUEFA EURO 2012予選プレーオフのモンテネグロ代表戦では、本大会進出を決定付けさせるゴールを決めた。
2012年5月、UEFA EURO 2012本大会のメンバー23人に選ばれ、全試合スタメン出場。グループリーグ第2戦のギリシャ代表戦と、第3戦のポーランド代表ではゴールを決め、チェコの決勝トーナメント進出に貢献した。

## 所属クラブ
- FKバニーク・ソコロフ 2006-2008
- FCヴィクトリア・プルゼニ 2008-2011.12
- VfLヴォルフスブルク 2012.1-2012.8
- ハンブルガーSV 2012-2015
- スパルタ・プラハ 2015-2017

→  FKバウミト・ヤブロネツ 2016-2017（期限付き移籍）
- FCファスタフ・ズリーン 2017-2021
- 1.SKプロスチェヨフ 2021-2022
- FCトリニティ・ズリーンB 2022-